# Ácsán Cshá
Cshá Szubhaddo (Csao Khun Bódhinjána Théra) (thai: ชา สุภัทโท, avagy Ácsán Cshá, olykor tiszteletbeli előtaggal együtt: luang por vagy phra; 1918. június 17. – 1992. január 16.) thai buddhista tanító, akinek a thai erdei hagyomány legfontosabb kolostorai közül kettőt is a nevéhez fűződik.
A hazájában meglehetősen nagy népszerűségben álló tanítómester (a thai ácsán kifejezés jelentése „tanító”) a Nyugaton nagyban hozzájárult a théraváda buddhizmus terjedéséhez. 1979-ben kolostort alapított Angliában (Chithurst Buddhist Monastery), ahonnan a thai erdei hagyomány tovább terjedt Európa, a brit Nemzetközösség és az Egyesült Államok felé. Ácsán Cshá dharma beszédeit rögzítették és mindenféle nyelvre lefordították, többek között magyar nyelvre is. Magyarországon alakuló kolostorát a Dhammadípa közösség építi.
Több mint egy millió ember, köztük a thai királyi család, vett részt Ácsán Cshá 1992-es temetésén.

## Élete
Ácsán Cshá 1918. június 17-én született Ubon Ratcsathani városban, Thaiföld északkeleti részén, az Iszán régióban. A családja önellátó gazdaságot vezetett. A hagyományokhoz híven Ácsán Cshá 9 éves korában állt be papnövendéknek (srámanera), és az ott töltött három év alatt tanult meg írni és olvasni. A három év leteltével visszament a szüleihez a farmra segíteni, végül 1939. április 16-án újból szerzetesi ruhát öltött és ezúttal megszerezte a teljes szerzetesi beavatást és teljes jogú bhikkhu lett. Az „Étel a szívnek” (Food for the Heart: The Collected Writings of Ajahn Chah) című könyv szerint az apja halála után elhagyta a kolostort 1946-ban, hogy vándor aszkétaként éljen. Az országot járta és különböző kolostorokban hallgatta meg más dharma tanítók előadásait. A tanítói közé tartozott ekkortájt Ácsán Mun, az erdei hagyomány meditációs mestere. Miközben az erdei hagyomány tanítómestereitől tanult, barlangokban és az erdőben lakott. Ácsán Cshá életének ezzel az időszakával foglalkozik egy weboldal:

A következő hét évben Ácsán Cshá aszkéta szerzetesként gyakorolt az erdei hagyománynak megfelelően. Barlangokban és az erdőben lakott. A vidéken vándorolt csöndes helyek után kutatva, hogy tovább fejlessze magát meditációk segítségével. Tigrisekkel és kobrákkal teli dzsungelekben vándorolt és a halálról elmélkedett, hogy a valóságot úgy tapasztalja meg, ahogy az van. 

## Thai erdei hagyomány
A 20. század elején a théraváda buddhizmus virágzását élte Thaiföldön, kiemelkedő tanítóknak köszönhetően, akik a buddhista gyakorlatok általános szintjét kívánták magasabb szintre emelni az ország területén. Az egyik tanító Mun Bhuridatta volt. Ácsán Cshá a mester halála után folytatta Mun hagyományos gyakorlatait.
Az ehhez a hagyományhoz tartozó szerzetesek szigorúan betartják az egyházi szabályokat, amelyeket úgy neveznek, hogy vinaja. A buddhista szangha (közösség) első komoly szakadása főleg ezek miatt a szabályok fölötti nézeteltérés miatt történt. Egyes hagyományok rugalmasabban állnak a szabályokhoz, más hagyományok a konzervatív vonalat képviselik és úgy tartják, hogy a szabályokat úgy kell betartani, ahogy azt Buddha megalkotta. A szigorú szabályokra példa az evésre vonatkozó egyik szabály: csak hajnal és dél között szabad szilárd ételt fogyasztani. A thai erdei hagyományban a szerzetesek és az apácák (bhikkhuni) ennél még szigorúbb szabályokat követnek, ugyanis ők naponta csak egyszer vesznek élelmet magukhoz, reggel. Ez a különleges gyakorlat a 13 dhutanga egyike – a Buddha által opcionálisan megengedett egyik aszkéta gyakorlat, amelyet alkalmanként vagy folyamatosan lehet alkalmazni annak érdekében, hogy mélyítse a meditációs gyakorlatokat és elősegítse az elégedettség érzését. Hasonló aszkéta gyakorlat még a fa tövénél, vagy a temetőben való éjszakai alvás.

## Általa alapított kolostorok

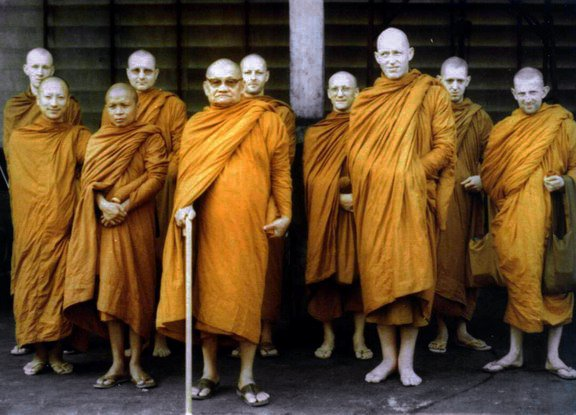
Ácsán Cshá és Ácsán Szumedho

Sokéves vándorlás után Ácsán Cshá úgy döntött, hogy a szülőhelyéhez közel letelepedik. 1954-ben megalapította a Vat Nong Pah Pong kolostort, ahol gyakorlat-alapú, egyszerű meditációt tanított. Tanítványai mindenfelől voltak, köztük az első nyugati tanítvány Ácsán Szumedho is, aki 1966-tól tanult mesterétől. A Vat Nong Pah Pong-nak ma már több mint 250 ága van Thaiföldön, valamint 15 kolostor és tíz gyakorlóközpont a világ különböző tájain.
1975-ben alapította meg a Vat Pah Nanacsat (Nemzetközi Erdei kolostor) kolostort Ácsán Szumedho, aki kifejezetten az angol nyelvű nyugati utazók számára hozta létre az intézményt.
1977-ben az angol szangha tröszt meghívására Ácsán Cshá és Ácsán Szumedho ellátogatott az Egyesült Királyságba, hogy új szanghát hozzanak létre. Két évvel később alapítottak kolostort (Chithurst buddhista kolostor – Cittaviveka]), amelynek az apátja Ácsán Szumedho lett. Ácsán Cshá más nyugati tanítványai további kolostorokat alapítottak a világ különböző részein.
Az 1980-as évek elejére Ácsán Cshá egészsége leromlott cukorbetegség következtében. A paralízisének enyhítésére Bangkokba szállították műtétre, azonban ez már túl késő volt. Ácsán Cshá az élete utolsó tíz évét ágyban fekve töltötte beszédre képtelenül. 1992. január 16-án hunyt el, 73 éves korában.

## Neves nyugati diákjai
- Ácsán Szumédhó, az Amaravati kolostor korábbi apátja – Anglia
- Ácsán Khémadhammó, a Forest Hermitage apátja – Anglia
- Ácsán Paszannó, az Abhajagiri kolostor apátja – USA
- Ácsán Amaró, az Amaravati kolostor apátja – Anglia
- Ácsán Brahm, a Bódhinyána kolostor apátja – Ausztrália
- Jack Kornfield

### Tanítások
- PDF ebook: The Teachings of Ajahn Chah – main collection of Dhamma talks
- Dhamma talks by Ajahn Chah
- Dhamma talks in MP3 audio format, with English translation
- Portal of the Ajahn Chah Sangha, including MP3s